# Groß-Bieberau
Groß-Bieberau é um município da Alemanha, situado no distrito de Darmstadt-Dieburg, no estado de Hesse. Tem 18,27 km² de área, e sua população em 2019 foi estimada em 4.656 habitantes.